# Pedro Theón
Pedro Theón (... – morto dopo l'867) è stato un conte galiziano, vissuto nel IX secolo, nel regno delle Asturie.

## Origine
Di Pedro non si conoscono gli ascendenti. Alcune fonti sostengono che fosse figlio di Ozenda e Bermudo I, re delle Asturie. Bermudo, secondo la Memorias de las reynas catholicas era figlio del duca di Cantabria Fruela e della moglie di questi (della quale non si conosce il nome), figlia del conte Gundesindo, come ci viene confermato sia dallo storico e genealogista spagnolo Salazar y Castro, sia dal Chronicon Sebastiani, che ricorda che Bermudo era quindi nipote del re delle Asturie Alfonso I e cugino del re delle Asturie, Fruela I, e fratello del re delle Asturie, Aurelio. Fruela di Cantabria era figlio di Pedro, duca di Cantabria quindi sovrano di una delle otto province del Regno Visigoto di Toledo.

## Biografia

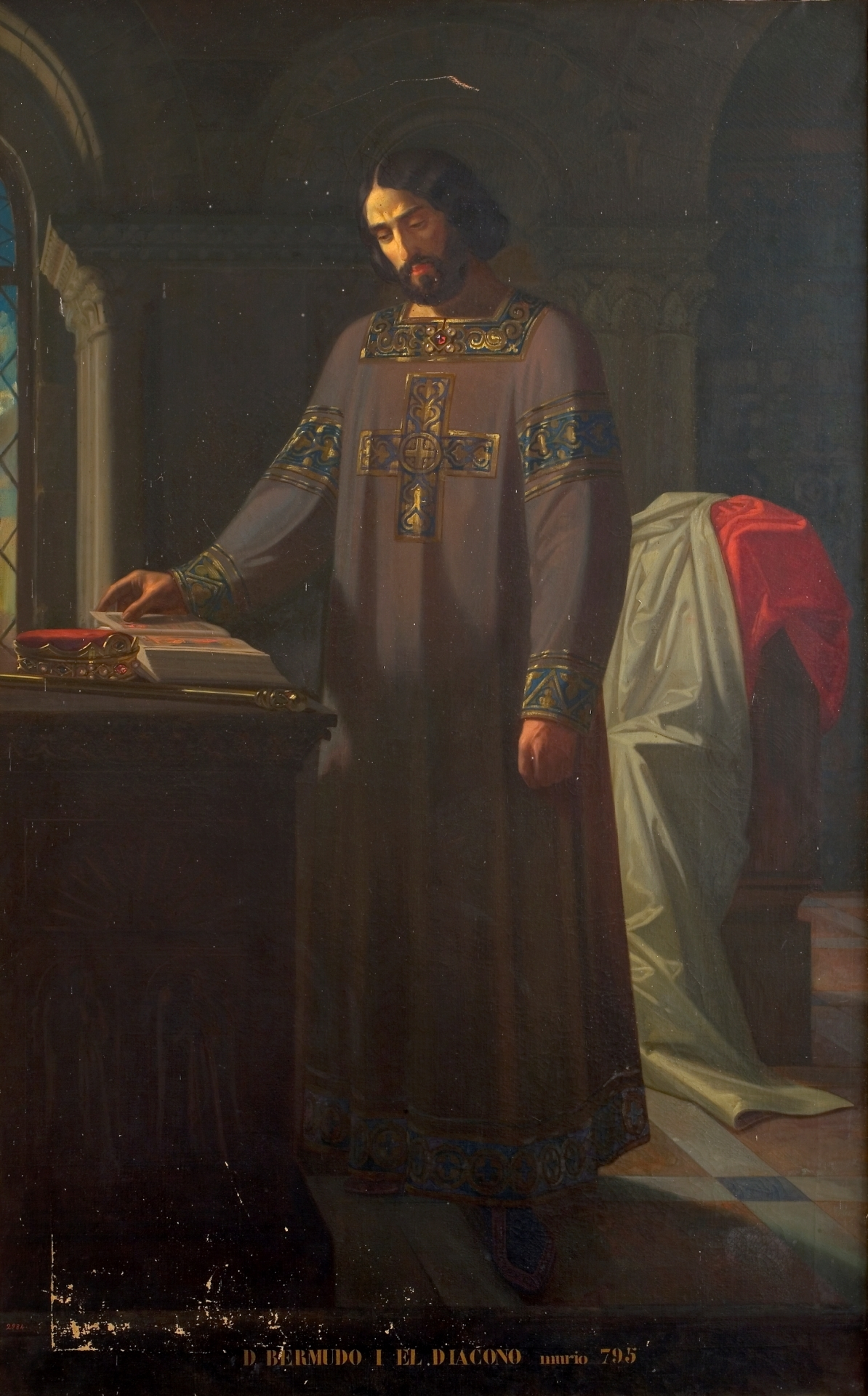
Ritratto immaginario del padre Bermudo I delle Asturie, detto el Diácono (il Diacono), fatto da Isidoro Santos Lozano Sirgo nel 1852 e conservato al Museo del Prado di Madrid.

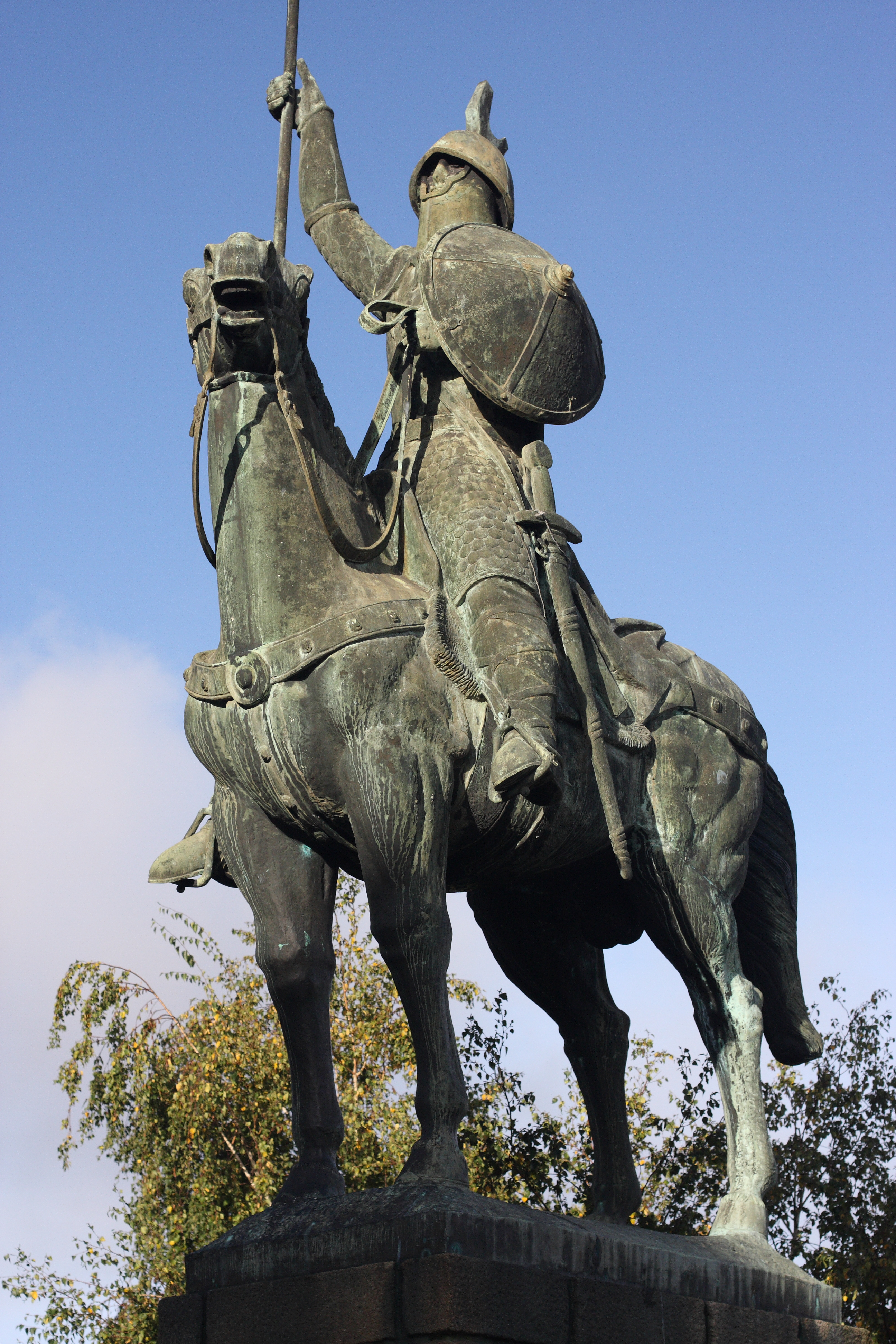
Statua del figlio Vímara Peres, primo Conte di Portucale, a Porto in Portogallo.

Di Pedro si hanno poche notizie; l'unica cronaca che lo cita è il Chronicon Albeldense, che riporta che, nell'859, durante il regno di Ordoño I, Re delle Asturie, in Galizia, vi fu un'incursione dei Vichinghi, che secondo il professore, Allen Mawer, potevano essere i figli di Ragnarr Loðbrók (Hastein e Björn Ragnarsson) e che secondo il Chronicon Albeldense i Normanni (Lordomani) furono sconfitti dal conte di Galizia, Pedro Theón (a Petro comite interfecti sunt).
Dopo la morte di Ordoño I (nel 866) sembra che Pedro rimase fedele al figlio e successore di questi, Alfonso III, appoggiandolo nella repressione della rivolta di Fruela delle Asturie (?-dopo l'870), che, si era ribellato al re, il fratello Alfonso III che lo catturò, come riporta il Chronicon Albeldense e che fu accecato, come riporta il Chronicon Sampiri.
L'esistenza di Pedro è attestata inoltre da un documento datato 20 gennaio 867, con il quale re Alfonso III attribuisce alla cattedrale di Santiago di Compostela il villaggio di Carcacía (attualmente parte del comune galiziano di Padrón), che era stato occupato da Fruela Bermúdez. Nel documento Pedro compare come cofirmatario, assieme al conte Rodrigo di Castiglia, come riporta El condado de Castilla, 711-1038: la historia frente a la la leyenda, Volume 2. 
Non si conosce con esattezza la data di morte di Pedro né il suo luogo di sepoltura.

## Discendenza
Non si conosce né il nome della moglie né una sua discendenza, ma, alcune fonti sostengono che Pedro fu il padre di Vímara Peres, il primo conte di Portucale e probabilmente di Hermenegildo Pérez.

### Fonti primarie
- (LA)  Anastasii abbatis opera omnia.
- (LA)  España sagrada. Volumen 13
- (LA)  España sagrada. Volumen 14

### Letteratura storiografica
- Allen Mawer, I vichinghi, in Il trionfo del papato e lo sviluppo comunale, collana «Storia del mondo medievale», V volume, Milano, Garzanti, 1999  [1980],  pp. 734-769, SBN CSA0112491.
- (ES)  #ES Historia Genealógica de la Casa de Lara
- (ES)  #ES El condado de Castilla, 711-1038: la historia frente a la la leyenda, Volume 2
- (ES)  Memorias de las reynas catholicas
- (ES)  Luis Suárez Fernández, Historia de España antigua y media, Volume 1, Rialp, 1976
- (ES)  Vicente A. Álvarez Palenzuela, Luis Suárez Fernández, La España musulmana y los inicios de los reinos cristianos, 711-1157, Editorial Gredos, 1991
- (ES)  Jaime Ferreiro Alemparte, Arribadas de normandos y cruzados a las costas de la Península Ibérica, Sociedad Española de Estudios Medievales, 1999
- (ES)  Gonzalo Martínez Díez, El Condado de Castilla, 711-1038: La Historia Frente a la Leyenda, Marcial Pons Historia, 2005
- (PT)  Bracara Augusta, Volume 37, 1983, Braga
- (ES)  Estudios árabes e islámicos, volumi 5-6, Servicio de Publicaciones, Universidad de Cádiz, 1997